# Мост Рисорджименто
Мост Рисорджименто (итал. Ponte del Risorgimento) — мост через реку Тибр в Риме, соединяющий площадь Пьяцца-делле-Бель-Арти с площадью Монте-Граппа, в районах Фламинио и Делла Виттория.
Один из первых железобетонных мостов в Италии. Проект его строительства в своё время получил международную известность, благодаря своей инженерной смелости. Пролёт мост составляет более 100 метров, который на момент возведения переправы было самым длинным в мире, выполненным с использованием этой технологии.
Название моста дано в честь Рисорджименто — термина, обозначающего национально-освободительное движение итальянского народа против иноземного господства, за объединение раздробленной Италии.

## Описание
Конструкция моста состоит из очень низкой арки с высотой пролёта 10 метров. На каждом парапете на полпути есть надписи, обращенные внутрь; с северной стороны: «Железобетонный мост с одинарной аркой из 100 метров с 10-метровым пролётом» и «Построен по системе Hennebique компанией Porcheddu Ing. GA»; напротив, с южной стороны: «Открыт 11 мая 1911 года в пятидесятую годовщину провозглашения Рима столицей Италии» и «От народной городской администрации к итальянскому Рисорджименто».
Мост был первым в Риме, построенным из железобетона. Его строитель, инженер Джованни Антонио Порчедду, был в то время единственным в Италии владельцем патента от Франсуа Эннебика, в свою очередь, одного из лидеров этой строительной технологии. Порчедду спроектировал и построил сооружение в сотрудничестве с инженерами Кьерой, Гиаджем и Парвопассу и под наблюдением Хеннебика. Последний также активно руководил процессами на строительной площадке, установив очень короткие сроки монтажа, которые, среди прочего, были предметом разногласий из-за трещин, появившихся на конструкции, которые, однако, не нарушили её общей целостности.
Работы, начавшиеся в 1909 году, закончились два года спустя. Мост открыт 11 мая 1911 года мэром Эрнесто Натаном, что совпало с празднованием пятидесятой годовщины объединения Италии. 